# Britische Unterhauswahl Oktober 1974
| Regierung (319): Labour 319 |  | Opposition (315): Conservative 276 Liberal 13 SNP 11 UUP 6 Plaid 3 Vanguard 3 SDLP 1 DUP 1 IR 1 |
| Speaker 1                   |  |                                                                                                 |

Zusammensetzung:

Die vorgezogene britische Unterhauswahl Oktober 1974 fand am 10. Oktober 1974 statt. Bei der Wahl wurden die Abgeordneten für das Unterhaus (House of Commons) neu bestimmt. Wahlsieger wurde die Labour Party. Sie holte 39,3 Prozent der Stimmen und erreichte mit 319 von 635 Sitzen eine knappe absolute Mehrheit. Die Conservative Party und die Liberal Party mussten leichte Verluste hinnehmen. Als Folge der Niederlage wurde der konservative Parteivorsitzende Heath im Februar 1975 durch Margaret Thatcher ersetzt. Die Scottish National Party (SNP) erzielte mit 11 von 71 schottischen Wahlkreisen und 30 % der schottischen Wählerstimmen ihr bis dahin bestes Ergebnis. Dies war der letzte Sieg von Labour bei einer Unterhauswahl bis zur Wahl im Jahr 1997 23 Jahre später.

## Vorgeschichte
Die Wahl zum Unterhaus im Februar desselben Jahres hatte unerwarteterweise keine eindeutige Mehrheit im Parlament erbracht und zu einem sogenannten hung parliament geführt. Daraufhin waren Koalitionsgespräche zwischen Liberalen einerseits und den Konservativen bzw. Labour andererseits eingeleitet worden, die jedoch zu keiner Einigung führten, wonach der Labour-Vorsitzende Harold Wilson eine Labour-Minderheitsregierung unter seiner Führung bildete. Aufgrund der fehlenden Mehrheiten kündigte er in einer Fernsehansprache am 18. September 1974 erneute Wahlen für den Oktober an. Ein Erfolg der Regierung Wilson in ihrer kurzen Amtszeit war die Beilegung des großen Minenarbeiter-Streiks, der die vorangegangene Regierung Heath in Bedrängnis gebracht hatte. Wilson verstand es außerdem geschickt, die innerparteilichen Spannungen von Labour bezüglich des Beitritts zur Europäischen Wirtschaftsgemeinschaft, der 1973 erfolgt war, unter Kontrolle zu halten. Er versprach die Abhaltung eines Referendums über die Mitgliedschaft, das auch unter seiner Regierung im Jahr 1975 stattfand.
Die Konservativen unter Führung von Edward Heath waren dadurch beeinträchtigt, dass sich die nordirische Ulster Unionist Party aus Protest gegen das 1973 geschlossene Abkommen von Sunningdale weigerte, in Westminster mit den Konservativen zusammenzuarbeiten.

## Wahlsystem
Gewählt wurde nach dem einfachen Mehrheitswahlsystem. Eine Sperrklausel gab es nicht.

## Wichtige Parteiführer

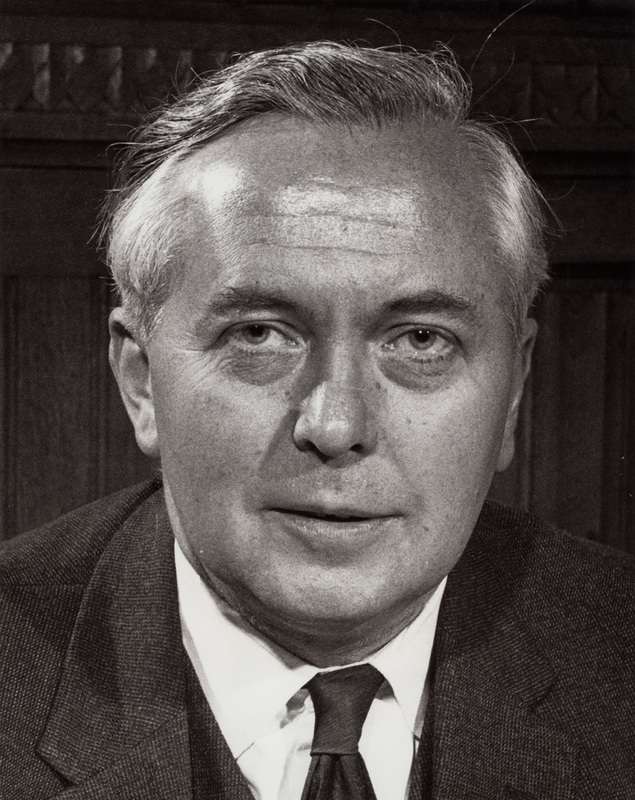
Premierminister Harold Wilson (Labour)
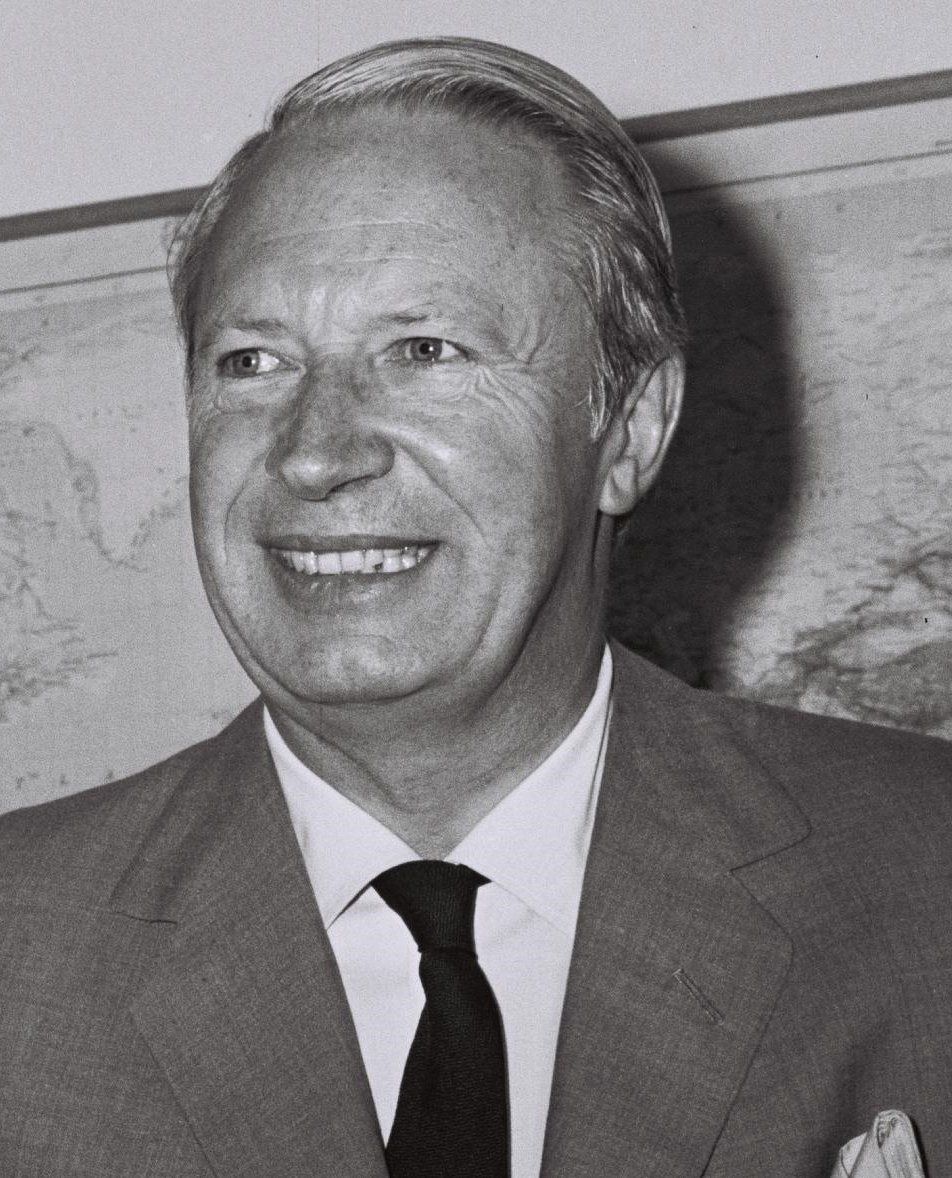
Oppositionsführer Edward Heath (Conservatives)
Member of Parliament Jeremy Thorpe (Liberal)

## Wahlergebnis

Ergebnisse nach Wahlkreisen. Die Farben entsprechen der nebenstehenden Tabelle.

| Partei          | Partei                              | Stimmen    | Stimmen | Stimmen | Mandate | Mandate |
| Partei          | Partei                              | Anzahl     | %       | +/−     | Anzahl  | +/−     |
| --------------- | ----------------------------------- | ---------- | ------- | ------- | ------- | ------- |
|                 | Labour Party                        | 11.457.079 | 39,3    | +2,1    | 319     | +18     |
|                 | Conservative Party                  | 10.462.565 | 35,8    | −2,1    | 277     | −20     |
|                 | Liberal Party                       | 5.346.704  | 18,3    | −1,0    | 13      | −1      |
|                 | Scottish National Party             | 839.617    | 2,9     | +0,9    | 11      | +4      |
|                 | Ulster Unionist Party               | 256.065    | 0,9     | +0,1    | 6       | −1      |
|                 | Plaid Cymru                         | 166.321    | 0,6     | −       | 3       | +1      |
|                 | Social Democratic and Labour Party  | 154.193    | 0,5     | −       | 1       | −       |
|                 | British National Front              | 113.843    | 0,4     | +0,2    | −       | −       |
|                 | Vanguard Progressive Unionist Party | 92.262     | 0,3     | +0,1    | 3       | −       |
|                 | Democratic Unionist Party           | 59.451     | 0,2     | −       | 1       | −       |
|                 | Alliance Party of Northern Ireland  | 44.644     | 0,2     | +0,1    | −       | −       |
|                 | Unabhängige Labour                  | 33.317     | 0,1     | −       | −       | −       |
|                 | Independent Republican              | 32.795     | 0,1     | −       | 1       | −       |
|                 | Sonstige                            | 130.248    | 0,4     | −       | −       | −       |
|                 | Gesamt                              | 29.189.104 | 100,0   |         | 635     |         |
| Wahlberechtigte | Wahlberechtigte                     | 40.072.970 |         |         |         |         |
| Wahlbeteiligung | Wahlbeteiligung                     | 72,8 %     |         |         |         |         |
| Quelle:         |                                     |            |         |         |         |         |

1. ↑  einschließlich des Speakers of the House

## Nach der Wahl
Harold Wilson konnte nach der Wahl eine vierte Regierung ernennen, die diesmal über eine knappe absolute Mehrheit verfügte. Der erschöpfte und alternde Wilson trat 1976 zurück, sein Nachfolger wurde James Callaghan. Dessen Regierung wurde anschließend mit einer Wirtschaftskrise und einem Winter der Unzufriedenheit mit Streiks und hoher Arbeitslosigkeit konfrontiert. 1977 ging die knappe Mehrheit der Labour Party durch Nachwahlen verloren, sodass sie sich zunächst durch ein Abkommen mit den Liberalen eine Mehrheit sicherten. Als dieses im Dezember 1978 zerbrach wurde Callaghan im März 1979 durch ein Misstrauensvotum im Unterhaus gestürzt, dieser rief Neuwahlen aus, die Labour dann gegen die  Konservativen unter Margaret Thatcher verlor.